# 25674 Kevinellis
25674 Kevinellis este un asteroid din centura principală de asteroizi.

## Descriere
25674 Kevinellis este un asteroid din centura principală de asteroizi. A fost descoperit pe 5 ianuarie 2000 la Socorro, New Mexico, în cadrul proiectului LINEAR. Asteroidul prezintă o orbită caracterizată de o semiaxă mare de 2,29 ua, o excentricitate de 0,10 și o înclinație de 3,7° în raport cu ecliptica.